# 源ちゃんのゲンダイ国語
源ちゃんのゲンダイ国語（げんちゃんのげんだいこくご）は、NHKラジオ第1放送『すっぴん！』の中の書籍などを紹介するコーナー。金曜パーソナリティの高橋源一郎（作家）が担当した。2012年４月から2020年３月まで放送された。紹介された書籍などの作品は300足らずで、分野も、文学においては、古典から近現代、短歌、俳句、評論、文化・風俗・風習、エッセイ、マンガ、サブカルチャー、歌の歌詞、雑誌、教育、写真集、自由詩評論、自然科学など、膨大な数の本が扱われた。
基本的に書籍を紹介しているが、タイトル、歌詞や記事、カルタなどをもとにしている回、谷川俊太郎本人へのインタビューの回もあった。最終回、2020年3月13日は高橋が、この番組のための書き下ろし小説を自ら朗読した。

## 出演者
金曜日の担当パーソナリティ高橋源一郎とアンカーの藤井彩子アナウンサー。二人が対話する形で紹介された。

## 紹介された作品

### 2012年
- 4月20日 風の谷のナウシカ（漫画）
- 4月27日 ＡＫＢ４８・おニャン子クラブ・モーニング娘。の比較論
- 5月4日 論語
- 5月18日 スマートフォンの一種、iPhone4Sni搭載されている“音声言語識別ソフト
- 6月8日 斎藤茂吉のラブレター（当初は、石坂洋次郎の『光る海』予定が急遽、高橋が当日の朝、扱うテーマを変えようと言ったのでスタッフが驚いたという記述がブログにある）
- 6月15日 『イエスの言葉～ケセン語訳』山浦玄嗣・著
- 6月22日 『新明解国語辞典』
- 6月29日 若い世代の短歌(書籍が取り上げられたかどうかは不明)
- 7月6日 オックスフォード英語辞典　The Oxford　English　Dictionary
- 7月13日 “ワインの言葉” ロバート・パーカー
- 9月14日 『結婚情報誌・ゼクシィ』
- 9月21日 『幻聴妄想かるた』
- 10月5日 「BLACK　BOOK　蔵人独白」真木蔵人・著
- 10月12日 『おひさまのかけら』子どもの詩
- 10月19日「玉置宏のナレーション大全」
- 10月26日 『あなたと読む恋の歌百首』俵万智・著
- 11月2日 古典ナワトル語（扱われた文献に関しては不明）
- 11月8日 橘曙覧　「独楽吟」
- 11月15日 「サティの曲のタイトル」
- 11月30日 「ネガポ辞典」
- 12月6日 糸井重里・監修「オトナ語の謎。」
- 12月20日 『日本語でどづぞ』～『世界ニホン誤博覧会』柳沢有紀夫・著
- 12月31日 コラボ企画第四弾「源ちゃんのゲンダイ国語 番外編」当時の木曜パーソナリティの中島さなえが話題提供した

### 2013年
- 1月10日 「名セリフどろぼう」（文藝春秋）
- 1月17日 ロックの歌詞の訳１ 
  - 『僕にはこう聴こえる』（思潮社）
- 1月18日
  - 『カキフライが無いなら来なかった』
  - 『まさかジープで来るとは』（ともに　せきしろ・又吉直樹共著）
- 2月1日 ロックの歌詞の訳２
  - 『水晶の扉の向こうへ』
  - 『僕にはこう聴こえる』（共に、思潮社）
- 2月15日 『こどもの発想』コロコロバカデミー傑作選
- 2月21日 『比喩表現辞典～レトリカ』
- 3月1日 『シルバー川柳　誕生日　ローソク吹いて　立ちくらみ』
- 3月15日 『草野心平詩集』より『ごびらっぷの独白』
- 4月11日 『ガラガラヘビの味』アーサー・ビーナード・木坂涼（きさか・りょう）選
- 4月19日 『犬は「びよ」と鳴いていた」（光文社新書）山口仲美・著
- 4月26日 『ドラえもん短歌』（小学館）枡野浩一・編
- 5月10日 『オノマトペがあるから日本語は楽しい』小野正広・著
- 5月17日 『名作うしろ読み』斎藤美奈子・著
- 5月24日 『ぐっとくる題名』ブルボン小林・著
- 5月30日 『ランドセル俳人の五・七・五』小林凜・著
- 6月7日 「みんなで国語辞典！」北原保雄・監修
- 6月14日「人物表現辞典」中村明・著
- 6月21日 渋谷で愛されるコトバたち（扱った書籍は不明）
- 6月28日 『人生を教えてくれた　傑作！広告コピー526』
- 7月5日 『物語のある広告コピー』（パイ・インターナショナル編／パイ・ブックス）
- 7月12日 『字幕の花園』（集英社文庫）戸田奈津子・著
- 7月19日 近藤真・著『大人のための恋歌の授業 "君" への思いを詩歌にのせて』（太郎次郎社エディタス）
- 9月6日『電化文学列伝』（講談社文庫）長嶋有・著
- 9月13日『私たちが書く憲法前文』大塚英志 編・監修（角川書店）
- 9月20日 『裁判官の爆笑お言葉集』『裁判官の人情お言葉集』（ともに幻冬舎・刊）長嶺超輝・著
- 9月27日 インターネットの“まとめサイト”から『これが「食べログ」文学 - “レビュー”という名の極上ポエムの私小説を堪能せよ』
- 10月4日 『世界のとんでも法律集』（中公新書ラクレ）盛田則夫・著
- 10月11日 「村上春樹　読める比喩事典」芳川泰久・西脇雅彦著
- 10月18日 「なんとなく、クリスタル」田中康夫著
- 10月25日 「地団駄は島根で踏め」わぐりたかし著
- 11月1日 「本当はこんな歌」町山智浩著
- 11月7日 「人間臨終図巻」山田風太郎著
- 11月14日 『６歳男児のツイッター』（彩図社）
- 11月29日 「ことばの力」谷川俊太郎本人のインタビュー
- 12月6日 「私の好きな色５００」（文春文庫PLUS）野村順一著
- 12月13日 マンションポエム
  - 「HOUSING GRAPHICS VOL.4」（アド出版）
  - 「ハウジングフライヤー」（ピエ・ブックス）
  - 大山顕の記事”高級マンション広告コピー「マンションポエム」を分析する””さらに「マンションポエム」を分析する”

### 2014年
- 1月10日 「アレの名前大百科」『ことばは味を超える』（みうらじゅん著海鳴社）
- 1月17日 『数え方の辞典』飯田朝子著（小学館）
- 1月24日
  - 『言葉にして伝える技術－ソムリエの表現力』田崎真也著（祥伝社新書）
  - 『ことばは味を超える』瀬戸賢一編著（海鳴社）
- 2月7日 不明
- 2月14日 『どらごん―道楽言』倉本美津留
- 2月21日 『まことに残念ですが…―不朽の名作への「不採用通知」160選』アンドレ バーナード(徳間文庫)
- 2月28日 『日本一心を揺るがす新聞の社説』(水谷もりひと)
- 3月7日 「まど・みちお全詩集』　(まど・みちお )
- 3月14日 不明
- 4月4日 『恋の手紙　愛の手紙』(半藤一利)
- 4月11日 『世界一あたたかい人生相談』半藤一利　ビッグイシュー販売者（講談社文庫）
- 4月18日 『さすらいの仏教語』 玄侑宗久 (中公新書)
- 4月25日 オバマ演説集CD付on　CNN Einglish
- 5月2日 「私が一番きれいだった時」　(茨木のり子 童話屋)
- 5月9日 『謎だらけの日本語』 日経プレミアシリーズ
- 5月16日 『アイ　アム　ベックス＝スプレッド　ザ　ラブ』　(真木蔵人)
- 5月23日 『ナショナル・ストーリー・プロジェクト Ⅰ』 (新潮文庫)
- 5月30日 『この地名が凄い：日本の「珍地名」おもしろ話』（知恵の森文庫）
- 6月6日『日本の名随筆 (別巻17) 遺言』　上坂 冬子
- 6月13日 『世界の日本人ジョーク集』（中公新書ラクレ）早坂隆
- 6月20日 『嘘みたいな本当の話』（文春文庫）内田樹・高橋源一郎
- 6月27日 『弔辞～劇的人生を贈る言葉』（文春文庫）
- 7月4日 『オヤジ国憲法でいこう! (よりみちパン!セ)』(しりあがり寿、祖父江慎)
- 7月11日 『フルーツひとつばなし―おいしい果実たちの「秘密」』田中修
- 7月18日『楽しいネーミング百科』天野 祐吉 (著), 多田 道太郎 (著), 関沢 英彦 (著), 山口 仲美 (著) （学陽文庫）
- 9月5日 『桃尻語訳 枕草子』橋本 治 (河出文庫)
- 9月12日 『食べる日本語』(早川文代)
- 9月19日 「たとへば君　四十年の恋歌」(河野裕子、永田和宏)
- 9月26日 『ことわざの風景』(講談社文庫)
- 10月3日 『西洋“珍”職業づくし―数奇な稼業の物語』　ミヒャエラ フィーザー (著), Michaela Vieser (原著), Irmela Schautz (原著)
- 10月10日 『頭の体操 BEST』　多湖輝
- 10月17日 『昭和の漫才台本〈第1巻〉戦前編(その1)』 秋田 實 (著), 藤田 富美恵 (編集)
- 10月24日 『千年クイズ　日本人の脳を活性化してきた平安～昭和の名作謎解き集』 NAZO-BOOKS　清水 文子
- 10月27日 『ホームレス歌人のいた冬』三山喬 (文春文庫)
- 11月7日 『ベスト珍書 - このヘンな本がすごい!』 ハマザキカク(中公新書ラクレ)
- 11月14日 『あの企業の入社試験に、あのひとが答えたなら。』「あの企業の入社試験に、あのひとが答えたなら。」プロジェクト
- 11月21日
  - 『カキフライが無いなら来なかった』 (幻冬舎文庫)
  - 『まさかジープで来るとは』 上記とともにせきしろ  (著), 又吉直樹  (著) (幻冬舎文庫)
  - 『山頭火句集』 種田山頭火 、 村上護(ちくま文庫)
- 11月28日 『鈴虫炒飯』(又吉直樹 、 田中象雨)
- 12月5日 『辞書には載らなかった 不採用語辞典』(飯間浩明)
- 12月12日 『雨のことば辞典』（倉嶋 厚，原田 稔）
- 12月19日 『英会話フレーズブック―リアルな日常表現2900 』多岐川恵理 (アスカカルチャー)
- 12月26日 『書き出し小説』(天久聖一)

### 2015年
- 1月9日 『松岡修造の人生を強く生きる83の言葉』(アスコム刊)
- 1月16日 『辞書から消えたことわざ 』時田昌瑞(角川ソフィア文庫)
- 1月23日『日本国憲法　大阪おばちゃん語訳』谷口真由美著（文芸春秋）
- 1月30日 『谷崎潤一郎の恋文 - 松子・重子姉妹との書簡集』　谷崎潤一郎、千葉俊二
- 2月6日 『民明書房大全』 (ジャンプコミックス デラックス)宮下 あきら
- 2月13日 『正式名称大百科』　正式名称研究会
- 2月20日 『クリーム・パン式単語暗記法』　長谷川潤
- 2月27日 『ビル・ゲイツの面接試験―富士山をどう動かしますか?』　ウィリアム パウンドストーン 、 松浦 俊輔
- 3月6日 『恋する日本語 』 小山 薫堂  (著), ソリマチ アキラ (イラスト)(幻冬舎文庫)
- 4月3日 『「サバを読む」の「サバ」の正体』NHKアナウンス室（新潮文庫）
- 4月10日 『悼む詩』谷川俊太郎詩、正津勉編（東洋出版）
- 4月17日 『風の名前』高橋順子・文、佐藤秀明・写真（小学館）
- 4月24日 あなたの前口上
  - テレサ・テンの『別れの予感』
  - 『君の瞳に恋してる』(ボーイズ・タウン・ギャング・バージョン)
- 5月1日 『日本の大和言葉を美しく話す―こころが通じる和の表現』　高橋こうじ
- 5月8日 『寝るまえ5分のモンテーニュ「エセー入門」』
- 5月15日 『世界でいちばん貧しい大統領のスピーチ』（編集・くさばよしみ、絵・中川学）
- 5月22日 『うちの子が泣いてるワケ』（グレッグ・ペンブローク著）
- 5月29日 ボーイズ・タウン・ギャングの『君の瞳に恋してる』
- 6月5日 『おかんメール』（扶桑社）
- 6月12日 『ほぉ…、ここがちきゅうのほいくえんか』てぃ先生（ベストセラーズ）
- 6月19日 『手のひらにおさまる77のちょっとした幸せ』（ポプラ社）
- 6月26日 『風は吹いている』（AKB48）
- 7月3日 『車谷長吉の人生相談 人生の救い』（朝日文庫）
- 7月10日 『中原昌也の人生相談 悩んでるうちが花なのよ党宣言』中原昌也
- 7月17日 「戦後70年の夏休み、おすすめ図書」
  - 『野火』（著・大岡昇平）
  - 『戦艦大和ノ最期』（著・吉田満）
  - 『江戸川乱歩傑作選』（著・江戸川乱歩）
- 9月4日 『ドクター・オジーに訊け！』（著・オジー・オズボーン、クリス・エアーズ）
- 9月25日 『天使の涎』（著・北大路翼）
- 10月2日 アーサー・アーロン博士の論文より、「質問に答え合うだけで、恋に落ちる方法」
- 10月9日 『珍名さんのいろいろ―ハンコやさんが案内する名字の不思議』（著・森下恒博）
- 10月16日 『適当教典』（著・高田純次）
- 10月23日 『クイズダービーベスト500』（TBSテレビ編）
- 10月30日 『超短編アンソロジー』（本間祐編）
- 11月6日 『ホワット・イフ？ What If？ 野球のボールを光速で投げたらどうなるか』（著・ランドール・マンロー / 訳・吉田三知世）
- 11月13日 『どんぐり』（著・オノ・ヨーコ / 翻訳・越膳こずえ）
- 11月20日 『【至急】塩を止められて困っています【信玄】』（著・スエヒロ）
- 11月27日 『世界一素朴な質問、宇宙一美しい答え』（ジェンマ・エルウィン・ハリス編集）
- 12月4日 『寛容論』（著・ヴォルテール）
- 12月11日 『なんでも相談の事典~これは便利だ！ 生活の知恵3000集』（編・現代生活セミナーの会）
- 12月18日 『神国日本のトンデモ決戦生活』（著・早川タダノリ）
- 12月25日
  - 『日本永代蔵』（著・井原西鶴）　
  - 『おひとりさまの最期』（著・上野千鶴子）
  - 『SAPEURS（サプール）』

### 2016年
- 1月8日 『忙しい現代人のための2秒で読める世界クイック名作集』（著・マキゾウ、オモコロ編集部）
- 1月15日 『パンク侍、斬られて候』（著・町田康）
- 1月22日 『よいことと、わるいことって、なに？』（著・オスカー・ブルニフィエ）
- 1月29日 『プロ無職入門～高木壮太の活ける言葉～』（著・高木壮太）
- 2月5日 『アイドル脱落日記～ウェディング オブ ザ デッド～』（著・小明）
- 2月12日 『故人サイト』（著・古田雄介）
- 2月19日 『その悩み、豚に相談した？ロースおじさんのトンカツQ&A』（著・ロースおじさん）
- 2月26日 『戦争は女の顔をしていない』（著・スヴェトラーナ・アレクシエーヴィチ / 訳・三浦みどり）
- 3月4日 『本当にあった医学論文』（著・倉原優）
- 3月11日 『「あの日」からぼくが考えている「正しさ」について』（著・高橋源一郎）
- 3月18日 『姉ちゃんの詩集』（著・サマー）
- 4月8日 書籍紹介ではなく、福島パフォーミングアーツプロジェクト『タイムライン』の公演を高橋源一郎がリポート
- 4月16日 『橋を渡る』吉田修一
- 4月22日 『方丈記』（著・鴨長明）
- 5月6日 『ファイン／キュート素敵かわいい作品選』（編・高原英理）
- 5月13日 『大正時代の身の上相談』大正3年～11年発行の読売新聞より抜粋
- 5月20日 『そこにシワがあるから～エクストリーム・アイロニング奮闘記～』（著・松澤等）
- 5月27日 『生物から見た世界』（著・ユクスキュル）
- 6月3日 『ラブホの上野さんの恋愛相談』（著・上野）
- 6月10日 『461個の弁当は、親父と息子の男の約束』（著・渡辺俊美）
- 6月17日『100均フリーダム』（著・内海慶一）
- 6月24日『ことばおてだまジャグリング』（著・山田航）
- 7月1日 『イナカ川柳』（編・TV Bros.編集部）
- 7月8日 『世界の名前』（編・岩波書店辞典編集部）
- 7月15日 夏休みお薦め文学
  - 『夏への扉』（著・ロバート・アンスン・ハインライン）
  - 『たんぽぽのお酒』（著・レイ・ブラッドベリ）
  - 『ライオンと魔女　ナルニア国ものがたり・１』（著・C・S・ルイス）
- 9月2日 『三枝博音と鎌倉アカデミア』（著・前川清治）
- 9月9日 『642文章練習帳』（著・サンフランシスコ・ライターズ・グロット）
- 9月16日 『〆切本』（編・左右社）
- 9月23日 『正しいブスのほめ方　プレミアム』（著・トキオ・ナレッジ）
- 9月30日 『最後の秘境 東京藝大』（著・二宮敦人）
- 10月7日 『イグ・ノーベル賞』（著・マーク・エイブラハムズ）
- 10月14日 『世界なぞなぞ大事典』柴田武 (編集), 谷川俊太郎 (編集), 矢川澄子 (編集)
- 10月21日 『世界ことわざ大事典』柴田武 (編集), 谷川俊太郎(編集), 矢川澄子 (編集)
- 10月28日『GET D!RTY』（著・Matt Fargo、Lyndsay Mac）
- 11月4日 『パパラギ』（著・エーリッヒ・ショイルマン）
- 11月11日 『職人学』（著・小関智弘）
- 11月18日 『大きな鳥にさらわれないよう』（著・川上弘美）
- 11月25日『ヘンな論文』（著・サンキュー・タツオ）
- 11月2日 『目の見えない人は世界をどう見ているのか』（著・伊藤亜紗）
- 11月9日 『誰も知らない世界のことわざ』（著：エラ・フランシス・サンダース）
- 11月16日『読んじゃいなよ！』（編・高橋源一郎）

### 2017年
- 1月6日 『正しいパンツのたたみ方』（著・南野忠晴）
- 1月13日 『号外!! 虚構新聞』（編・虚構新聞社）
- 1月20日 『ざんねんないきもの事典』（監修・今泉忠明）
- 1月27日 『わたしのマトカ』（著・片桐はいり）
- 2月3日 『女子中学生の小さな大発見』（編・清邦彦）
- 2月10日 『とりつくしま』（著・東直子）
- 2月17日 『カリヨン黒板日誌』（著・しょうぶ学園）
- 2月24日 『道具づくし』（著・別役実）
- 3月3日 『夜空はいつでも最高密度の青色だ』（著・最果タヒ）
- 3月10日 『百人一首がよくわかる』（著・橋本治）
- 3月17日『語源が分かる恐竜学名辞典』（著・松田眞由美）
- 4月7日 『偶然短歌』（著・いなにわ、せきしろ）
- 4月14日 『断片的なものの社会学』（著・岸政彦）
- 4月21日 『貧困旅行記』（つげ義春）
- 4月28日 『不適切な日本語』（著・梶原しげる）
- 5月12日 『ヨーロッパ退屈日記』（著・伊丹十三）
- 5月19日 『アウトサイドで生きている』（著・櫛野展正）
- 5月21日 『カリコリせんとや生まれけむ』（著・会田誠）
- 6月2日 『子どもたちの階級闘争』（著・ブレイディみかこ）
- 6月9日 『女子高生アイドルは、なぜ東大生に知力で勝てたのか』（著・村松秀）
- 6月16日『教育再定義への試み』（著・鶴見俊輔）
- 6月23日 『「ない仕事」の作り方』（著・みうらじゅん）
- 6月30日 『増補版 誤植読本』（編・高橋輝次）
- 7月7日 『奇跡の脳～脳科学者の脳が壊れたとき』（著・ジル・ボルト・テイラー）
- 7月14日 夏休みお薦め児童文学
  - 『ジャズ・カントリー』（著・ナット・ヘントフ）
  - 『ゲド戦記』（著・アーシュラ・Ｋ・ル＝グウィン）
  - 『まっぷたつの子爵』（著・イタロ・カルヴィーノ）
  - 『ママ、アイラブユー』（著・ウィリアム・サローヤン）
  - 『寺山修司少女詩集』（著・寺山修司）
  - 『モモ』（著・ミヒャエル・エンデ）
- 9月8日 『あるかしら書店』（著・ヨシタケシンスケ）
- 9月22日 『ひきこもれ』（著・吉本隆明）
- 9月29日 『お父さん、だいじょうぶ？ 日記』（著・加瀬健太郎）
- 10月6日 『知らなかった、ぼくらの戦争』（編・著 アーサー・ビナード ）
- 10月13日 『びんぼう自慢』（著・古今亭志ん生）
- 10月20日 『父の詫び状』（著・向田邦子）
- 10月29日 『はかりきれない世界の単位』（著・米澤敬）
- 11月10日 『君たちはどう生きるか』（著・吉野源三郎)
- 11月17日 『日曜日の人々（サンデー・ピープル）』（著・高橋弘希）
- 11月24日 『ひりひり賭け事アンソロジーわかっちゃいるけど、ギャンブル！』（編・ちくま文庫編集部）
- 12月1日 『降伏の記録』（著・植本一子）
- 12月8日 『無境界家族（ファミリー）』（著・森巣博）
- 12月15日 『オックスフォード＆ケンブリッジ大学～世界一「考えさせられる」入試問題「あなたは自分を利口だと思いますか？」』（著・ジョン・ファーンドン）。
- 12月22日 『ぼくたちはこの国をこんなふうに愛することに決めた』（著・高橋源一郎）

### 2018年
- 1月12日 『なくなりそうな世界のことば』（著・吉岡乾）
- 1月19日 『考えの整頓』（著・佐藤雅彦）
- 1月26日 『喜びは悲しみのあとに』（著・上原隆）
- 2月2日 『子どもの難問 哲学の先生、教えてください！』（著・野矢茂樹）
- 2月9日 『旅をする木』（著・星野道夫）
- 2月16日 『贅沢貧乏』（著・森茉莉）
- 2月23日 『裁判狂事件簿～驚異の法廷★傍聴記』（著・阿曽山大噴火）
- 3月7日 『苦海浄土～わが水俣病』（著・石牟礼道子）
- 3月9日 『魂でもいいから、そばにいて－3・11後の霊体験を聞く－』（著・奥野修司）
- 3月16日 『痕跡本の世界』（著・古沢和宏）
- 4月8日 『女の一生』（著・伊藤比呂美）
- 4月13日 『戦争童話集』（著・野坂昭如）
- 4月20日 『文学効能事典 あなたの悩みに効く小説』（著・エラ・バーサド、スーザン・エルダキン）
- 5月11日 『ライオンと魔女』（著・C.S.ルイス）
- 5月18日 『あなた自身の社会～スウェーデンの中学教科書』（著：アーネ・リンドクウィスト、ヤン・ウェステル）
- 5月25日 『口語訳 遠野物語』（著・柳田國男、訳・佐藤誠輔）
- 6月1日 『水中翼船炎上中』（著・穂村弘）
- 6月8日 『宇治拾遺物語』（訳・町田康）
- 6月15日 『一発屋芸人列伝』（著・山田ルイ53世）
- 6月22日 『ゆっくりおやすみ、樹の下で』（著・高橋源一郎）
- 6月29日 『I Love You の訳し方』（著・望月竜馬）
- 7月6日 『K氏の大阪弁ブンガク論』（著・江弘毅）
- 7月13日 『訳せない日本語～日本人の言葉と心～』（著・大来尚順）
- 7月20日 『散華』（著・太宰治）
- 9月14日 『今夜はひとりぼっちかい？　日本文学盛衰史 戦後文学篇』（著・高橋源一郎）
- 9月21日 『もものかんづめ』（著・さくらももこ）
- 9月28日 『ペーパームービー』（著・内田也哉子）
- 10月5日 『昭和のことば』（著・鴨下信一）
- 10月12日 『神も仏もありませぬ』（著・佐野洋子）
- 10月19日 『ねにもつタイプ』（著・岸本佐知子）
- 10月26日 『もうろく帖 後編』（著・鶴見俊輔）
- 11月2日 『異国トーキョー漂流記』（著・高野秀行）
- 11月9日 『フィンランド語は猫の言葉』（著・稲垣美晴）
- 11月16日『不道徳お母さん講座』（著・堀越英美）
- 11月30日 『酔って記憶をなくします』（著・石原たきび）
- 12月7日 『自分の体で実験したい―命がけの科学者列伝』（著：レスリー・デンディ、メル・ボーリング）
- 12月14日 『人生処方詩集』（著・エーリヒ・ケストナー）
- 12月21日 『ジャズ・カントリー』（著・ナット・ヘントフ / 訳・木島始）

### 2019年
- 1月11日 『柴田元幸ベスト・エッセイ』(柴田元幸・著)
- 1月18日 『華氏451度』(レイ・ブラッドベリ著、伊藤典夫・訳)
- 2月1日 『草薙の剣』(橋本治・著)
- 2月8日 『世界はもっと美しくなる　奈良少年刑務所詩集』(寮美千子・編)
- 2月15日 『菊地成孔の粋な夜電波　シーズン１～５　大震災と歌舞伎町篇』
- 2月22日 『日本婦道記』(山本周五郎・著)
- 3月1日 『世界でいちばん幸せな国フィジーの世界でいちばん非常識な幸福論』(永崎裕麻・著)
- 3月8日 『猫語の教科書』(ポール・ギャリコ著・灰島かり・訳)
- 3月15日 『国境のない生き方～私をつくった本と旅』(ヤマザキマリ・著)
- 3月22日 『ラブレターズ』（川上未映子・村田沙耶香 他）
- 4月19日 『生き抜くための俳句塾』(著者：北大路 翼)
- 4月12日 『生きのびるための犯罪（みち）』（著者：上岡陽江＋ダルク女性ハウス）
- 4月26日 『瀕死の双六問屋』（著者：忌野清志郎 ）
- 5月10日 『蜜のあわれ』(室生犀星)
- 5月17日 『何が私をこうさせたか―獄中手記』(金子文子)
- 5月24日 『前科おじさん』（高野政所）
- 5月31日 『へろへろ 雑誌『ヨレヨレ』と「宅老所よりあい」の人々』(鹿子裕文)
- 6月7日 『青少年のための自殺学入門』(寺山修司)
- 6月14日 『人生最後のご馳走　淀川キリスト教病院ホスピス・こどもホスピス病院のリクエスト食』 (青山ゆみこ)
- 6月21日 『哲学者とオオカミ 愛・死・幸福についてのレッスン』(マーク・ローランズ)
- 6月28日 『行かずに死ねるか！ 世界9万5000km自転車ひとり旅(石田ゆうすけ)
- 7月5日 『殿山泰司ベスト・エッセイ』(殿山泰司 著 大庭萱朗 編
- 7月12日 『独特老人』(後藤繁雄 編・著)
- 7月19日『俺たちはどう生きるか』(大竹まこと 著)
- 8月30日 『答えより問いを探して 17歳の特別教室』　(高橋源一郎)
- 9月6日 『生き物の死にざま』(稲垣栄洋著)
- 9月13日 『人情ヨーロッパ 人生、ゆるして、ゆるされて～21ヵ国をめぐる鉄道旅 ＜中欧&東欧編＞』(たかのてるこ 著)
- 9月20日 『何でも見てやろう』(小田実著)
- 9月27日 『1964年の東京オリンピック-「世紀の祭典」はいかに書かれ、語られたか』(石井 正己編)
- 10月4日 『追悼私記 完全版(吉本隆明著)
- 10月11日 『俳句の図書室』(堀本裕樹著)
- 10月18日 『あたりまえポエム　君の前で息を止めると呼吸ができなくなってしまうよ』(氏田雄介著)
- 10月25日 『一億三千万人のための『論語』教室』(高橋源一郎 著)
- 11月1日『もうすぐ絶滅するという煙草について』キノブックス
- 11月8日 『お寺の掲示板』(江田智昭・著)
- 11月15日 『疾走する俳句 白泉句集を読む』(中村裕・著)
- 11月22日 『大きな字で書くこと』(加藤典洋・著)
- 11月29日 『ハングルへの旅』(茨木のり子・著)
- 12月6日 『13歳からの世界征服』(中田考・著)
- 12日13日 『無病法 極少食の威力』(ルイジ・コルナロ 著、中倉玄喜編訳・解説)
- 12月20日 『しらふで生きる 大酒飲みの決断』(町田康 著)
- 12月28日 『朝、目覚めると、戦争が始まっていました』(方丈社 編)

### 2020年
- 1月10日 『食べるとはどういうことか-世界の見方が変わる三つの質問』(藤原辰史著)
- 1月13日 『想像ラジオ』(いとうせいこう 著)
- 1月17日 『とんでもない死に方の科学―もし●●したら、あなたはこう死ぬ』(コーディー・キャシディー＆ポール・ドハティー著　梶山あゆみ訳)
- 1月24日 『野宿に生きる、人と動物』(なかのまきこ 著)
- 2月7日 『誰にも相談できません みんなのなやみ ぼくのこたえ』(高橋源一郎)
- 2月7日 『死を生きた人びと 訪問診療医と355人の患者』（小堀鷗一郎・著）
- 2月14日 『しょぼ婚のすすめ 恋人と結婚してはいけません！』（えらいてんちょう 著）
- 2月21日 『結婚の奴』（能町みね子 著
- 2月28日 『銀河の片隅で科学夜話』（全卓樹 著）
- 3月6日 『飛ぶ教室』（エーリヒ・ケストナー 著　池田香代子 訳）
- 3月13日『さよならラジオ』（高橋源一郎）
  - （最終回はこの番組のための書き下ろし小説を高橋自らが朗読した）